# Mohamed Zidan
Mohamed Abdullah Zidan (ara. محمد عبد الله زيدان ‎) (Port Said, Egipat, 11. prosinca 1981.) je bivši egipatski nogometaš koji je igrao na poziciji napadača.

## Karijera

### Danska
Zidan je karijeru započeo u lokalnom Al-Masryju a nastavio ju je u Danskoj kamo se odselio s obitelji. Tamo je u početku nastupao za Kokkedal BK (bivši FC Anatolien) kojeg su osnovali turski emigranti. Godine 1999. potpisuje svoj prvi profesionalni ugovor za Akademisk Boldklub nakon što su ga zapazili skauti tog kluba. U lipnju 2003. godine klub ga zbog financijskih poteškoća prodaje Midtjyllandu.
U novome klubu Zidan je u sezoni 2003./04. bio najbolji strijelac danskog prvenstva. Također, proglašen je i za najboljeg rookieja godine. U 47 prvenstvenih nastupa postigao je 30 pogodaka od čega 9 u prve 3 utakmice. Zbog toga je novoizgrađeni stadion Midtjylland dobio nadimak "Zidan Arena". Također, klub je "umirovio" njegov broj 14 koji je nosio na dresu.

### Werder Bremen i Mainz 05
Zbog odličnih igrara u Danskoj, Mohameda Zidana je htjelo dovesti nekoliko vodećih klubova Europe. U zimskoj stanci sezone 2004./05. kupio ga je njemački bundesligaš Werder Bremen. Transfer je iznosio 3 milijuna eura. Prilikom potpisivanja ugovora igraču je dodijeljen dres s brojem 9. Zidan je u početku impresionirao svojim igrama postigavši 10 pogodaka u 3 prijateljska susreta. Iako je zabijao i u prva dva prvenstvena nastupa za bremenski klub, igrač je sezonu 2005./06. proveo na posudbi u Mainzu 05.
U Mainzu je Zidan u 26 prvenstvenih nastupa postigao 9 pogodaka od čega ih je 7 bilo nakon što je u igru ušao kao zamjena.
Igrač je sezonu 2006./07. proveo u Werderu ali je igrao malo, najviše zbog ozljeda. U polufinalnoj utakmici njemačkog kupa protiv HSV-a odigranoj 1. kolovoza 2006. godine, Zidan je postigao pogodak u 50. minuti. Proglašen igračem utakmice a Werder Bremen se plasirao u finale njemačkog kupa.
Dana 16. siječnja 2007. godine Zidan je prodan u Mainz 05 gdje je već igrao na posudbi. Visina transfera od 3 milijuna eura bila je najveća u klupskoj povijesti. U prvih 5 odigranih utakmica za klub postigao je 6 pogodaka. Na temelju glasova čitatelja njemačkog nogometnog magazina Kicker, Mohamed Zidan je s 50% glasova proglašen za igrača mjeseca veljače dok je Mainz 05 proglašen za momčad mjeseca njemačke Bundeslige.
Navijači Mainza voljeli su Zidana zbog njegovih nogometnih vještina, talenta te postizanja pogodaka. Svoj talent je demonstrirao u sezoni 2005./06. kada je na utakmici protiv minhenskog Bayerna driblingom prošao Philippa Lahma te zabio gol Oliveru Kahnu. U tom susretu Zidan je proglašen igračem utakmice. Zidan je u dresu Mainza postigao pogodak i protiv bivšeg kluba Werdera i to za svega 14 sekundi. Taj gol je postao najbrži postignuti pogodak te sezone te 6. najbrži pogodak u povijesti Bundeslige.
U interviewu za magazin Bild, Mohamed Zidan je izjavio da "ima ambicije zaigrati za Barcelonu, Real Madrid, Liverpool ili Manchester United". Pritom je izjavio da bi volio igrati u Barceloni uz Ronaldinha ili u Liverpoolu uz Stevena Gerrarda.
U drugoj polovici sezone 2006./07. Zidan je postigao mnogo spektakularnih golova za Mainz 05 ali nije mogao spasiti klub od ispadanja u 2. ligu. Završetkom sezone Zidana su u svoje redove htjeli dovesti VfB Stuttgart koji je tada bio njemački prvak te klubovi iz Španjolske, Engleske i Francuske.

### HSV
Dana 3. lipnja 2007. godine Mohamed Zidan je potpisao za Hamburger SV. Tom prilikom je izjavio da je htio potpisati za klub iz sjeverne Njemačke jer je blizu Danske za koju je veoma vezan. Iznos transfera bio je tajan ali pretpostavljalo se da se radilo oko 4,5 milijuna eura dok će Zidan zaraditi 2,5 milijuna eura po sezoni. Zidanu je dodijeljen dres s brojem 7 kojeg je prije njega nosio Mehdi Mahdavikia, kapetan iranske reprezentacije.
Zidan se u HSV-u pokazao kao dobar napadač koji se na igru nove momčadi priviknuo već na prijateljskim utakmicama gdje je znao zabijati i kao standardan igrač i kao rezerva. Svoj prvi prvenstveni pogodak za HSV Zidan je postigao protiv Bayern Münchena.
Mohamed Zidan je za HSV zabio i protiv Real Madrida na Emirates Cupu igranom u ljeto 2008. godine.

### Borussia Dortmund
Nakon sezone provedene u HSV-u, 17. kolovoza 2008. godine je sklopljena transferna zamjena na relaciji HSV - Borussia Dortmund. Tako Zidan prelazi u Borussiju Dortmund a Mladen Petrić u HSV. Oba igrača su za svoje nove klubove potpisali četverogodišnje ugovore. Zidanu je tom prilikom dodijeljen dres s brojem 10.
Mohamed Zidan u svom novom klubu nije igrao šest mjeseci zbog ozljede koljena. Igrač je u novome klubu ponovo zaigrao pod vodstvom trenera Jürgena Kloppa koji ga je trenirao tokom karijere u Mainzu u sezoni 2005./06. te drugoj polovici sezone 2006./07. Svoj prvi nastup za dortmundsku Borussiju Zidan je imao 23. kolovoza 2008. godine u 1:1 remiju protiv minhenskog Bayerna.

## Reprezentativna karijera
Egipatski nogometni savez je 23. prosinca 2005. godine poslao fax Mainzu kojim je molio da im klub dozvoli da igrač nastupi za reprezentaciju na Afričkom Kupu nacija koji se održao u siječnju 2006. godine. Klub i igrač nisu poslali nikakav odgovor što je dovelo do velikih kritika prema Zidanu koje su odaslali čelnici egipatskog saveza i navijači.
Navodno je Zidan odbio nastupiti za egipatsku reprezentaciju bojeći se da će vlastitim odsustvom izgubiti mjesto u Mainzu. Također, smatrao je da Egipat neće osvojiti trofej. S druge strane, nakon što je reprezentacija 2008. godine osvojila Afrički Kup nacija (čiji je član bio i Zidan), igrač je nakon osvajanja trofeja u jednom interviewu izjavio da 2006. godine nije mogao nastupiti za Egipat zbog ozljede noge.
U siječnju 2006. godine Zidan je dajući intervju za danski tabloid B.T. kritizirao egipatski nogometni savez zbog kontaktiranja Mainza u božićno vrijeme kada su svi bili na odmoru te da su predstavnici saveza trebali s njime osobno razgovarati a ne putem faxa. Također, izjavio je da je egipatski izbornik Hassan Shehata bio neprofesionalan prema njemu.
U travnju 2006. godine Shehata je objavio da Mohameda Zidana više nikada neće zvati u reprezentaciju. Tada je izjavio: "Zidan je odbio nastupiti za momčad kada joj je bio najpotrebniji, prije Kupa nacija. Na takve igrače više ne možete računati". Tokom tog razdoblja raspravljalo se da bi Zidan mogao nastupiti za dansku reprezentaciju ako ga Egipat u potpunosti otpiše.
Međutim, 5. kolovoza 2006. godine, svega 11 dana prije početka prijateljske utakmice s Urugvajem, Shehata je povukao svoju prijašnju izjavu te je pozvao Zidana u egipatsku reprezentaciju. Igrač ipak nije nastupio na toj utakmici zbog ozljede na početku sezone 2006./07. kada je igrao za Werder Bremen.
Mohamed Zidan bio je član egipatske reprezentacije koja je 2008. godine osvojila Afrički Kup nacija koji se održavao u Gani. Na samom turniru Zidan je postigao dva pogotka protiv Kameruna u visokoj 4:2 pobjedi.
Dvije godine potom, Egipat je sa Zidanom ponovo osvojio Afrički Kup nacija koji se održao u Angoli. Tamo je igrač prikazao odličnu igru u većini odigranih utakmica, posebice u utakmici otvaranja protiv Nigerije. Na tom natjecanju Mohamed Zidan je postigao gol u utakmici protiv Alžira. U finalu turnira bio je asistent pobjedničkom golu nakon čega je Egipat osvojio 7. titulu kontinentalnog prvaka.
U dresu Egipta Mohamed Zidan je postizao pogotke i moćnim reprezentacijama kao što Brazil (Kup konfederacija 2009. godine) i Engleska (prijateljski dvoboj).

### Pogoci za reprezentaciju
| #   | Datum               | Mjesto                                       | Protivnik                | Pogodak | Rezultat | Natjecanje                 |
| --- | ------------------- | -------------------------------------------- | ------------------------ | ------- | -------- | -------------------------- |
| 1.  | 2. rujna 2006.      | Stad El Qahira El Dawly, Kairo, Egipat       | Burundi                  | 1 – 0   | 4 – 1    | Kvalifikacije za AKN 2008. |
| 2.  | 14. studenoga 2006. | Stad El Qahira El Dawly, Kairo, Egipat       | Libanon                  | 2 – 0   | 7 – 0    | Prijateljska utakmica      |
| 3.  | 14. studenoga 2006. | Stad El Qahira El Dawly, Kairo, Egipat       | Libanon                  | 6 – 0   | 7 – 0    | Prijateljska utakmica      |
| 4.  | 25. ožujka 2007.    | Stad El Qahira El Dawly, Kairo, Egipat       | Mauretanija              | 1 – 0   | 3 – 0    | Kvalifikacije za AKN 2008. |
| 5.  | 22. siječnja 2008.  | Baba Yara Stadion, Kumasi, Gana              | Kamerun                  | 2 – 0   | 4 – 2    | AKN 2008.                  |
| 6.  | 22. siječnja 2008.  | Baba Yara Stadion, Kumasi, Gana              | Kamerun                  | 3 – 0   | 4 – 2    | AKN 2008.                  |
| 7.  | 15. lipnja 2009.    | Free State Stadion, Bloemfontein, JAR        | Brazil                   | 1 – 1   | 3 – 4    | Kup konfederacija 2009.    |
| 8.  | 15. lipnja 2009.    | Free State Stadion, Bloemfontein, JAR        | Brazil                   | 3 – 3   | 3 – 4    | Kup konfederacija 2009.    |
| 9.  | 28. siječnja 2010.  | Estadio Nacional de Ombaka, Benguela, Angola | Alžir                    | 2 – 0   | 4 – 0    | AKN 2010.                  |
| 10. | 3. ožujka 2010.     | Wembley Stadium, London, Engleska            | Engleska                 | 1 – 0   | 1 – 3    | Prijateljska utakmica      |
| 11. | 17. studenoga 2010. | Stad El Qahira El Dawly, Kairo, Egipat       | Australija               | 3 – 0   | 3 – 0    | Prijateljska utakmica      |
| 12. | 1. lipnja 2012.     | Borg El Arab, Aleksandrija, Egipat           | Mozambik                 | 2 – 0   | 2 – 0    | Kvalifikacije za SP 2014.  |
| 13. | 15. lipnja 2012.    | Borg El Arab, Aleksandrija, Egipat           | Srednjoafrička Republika | 1 – 0   | 2 – 3    | Kvalifikacije za AKN 2013. |

## Vanjske poveznice
- Službena web stranica igrača  Arhivirana inačica izvorne stranice od 25. srpnja 2008. (Wayback Machine)
- Egyptian Players.com  Arhivirana inačica izvorne stranice od 2. rujna 2006. (Wayback Machine)
- Soccer Egypt.com  Arhivirana inačica izvorne stranice od 17. prosinca 2012. (Wayback Machine)
- Profil igrača
- Statistika igrača